# 园林街道 (鞍山市)
园林街道，是中华人民共和国辽宁省鞍山市铁东区下辖的一个乡镇级行政单位。2019年12月，撤销胜利街道，下辖的6个社区成建制分别划入站前街道和园林街道。
台町历史文化街区位于园林街道辖区内。

## 行政区划
园林街道下辖以下地区：
东宾社区、泰昌社区、科大社区、拥军社区、白鸽社区、卫新社区和十四道社区。